# Académie Celtique
Académie celtique fou una societat històrica i arqueològica fundada a París el 1804, i que funcionà fins al 1813. Fou fundada per Jacques Cambry i Jacques Le Brigant el 9 germinal de l'any XII (30 de març 1804). El primer président fou Cambry fins a la seva mort el 1807. Una de les seves finalitats era estudiar la civilització dels gals, de la història i de l'arqueologia francesa. També en fou membre Jean-François-Marie Le Gonidec.
El 1813, va prendre el nom de Société des Antiquaires de France, i va prendre força notorietat a nivell internacional, a exemple de la Société des antiquaires de Londres.